# Lyle Odelein
Lyle Theodore Odelein, född 21 juli 1968, är en kanadensisk före detta professionell ishockeyspelare som tillbringade 16 säsonger i den nordamerikanska ishockeyligan National Hockey League (NHL), där han spelade för ishockeyorganisationerna Montreal Canadiens, New Jersey Devils, Phoenix Coyotes, Columbus Blue Jackets, Chicago Blackhawks, Dallas Stars, Florida Panthers och Pittsburgh Penguins. Han producerade 252 poäng (50 mål och 202 assists) samt drog på sig 2 316 utvisningsminuter på 1 056 grundspelsmatcher. Han spelade också på lägre nivåer för Canadiens de Sherbrooke i AHL, Peoria Rivermen i IHL och Moose Jaw Warriors i WHL.
Odelein draftades i sjunde rundan i 1986 års draft av Montreal Canadiens som 141:a spelaren totalt.
Han är Stanley Cup-mästare som vann med Montreal Canadiens för säsongen 1992–1993.
Odelein var under majoriteten av sin karriär defensiv back och var en av 1990-talets mest omtalade slagskämpar. Efter sin aktiva spelarkarriär valde han bli krögare och har en restaurang/bar i Pittsburgh-området.